# 罗兰·维泽尔
罗兰·维泽尔（德語：Roland Wieser，1956年5月6日—），德国男子田径运动员，主攻竞走。他曾代表东德参加1980年夏季奥林匹克运动会田径比赛，获得男子20公里竞走铜牌。